# Via Flaminia minor
Via Flaminia minor – droga rzymska łącząca Bononię (Bolonię) z Arretium Arezzo.

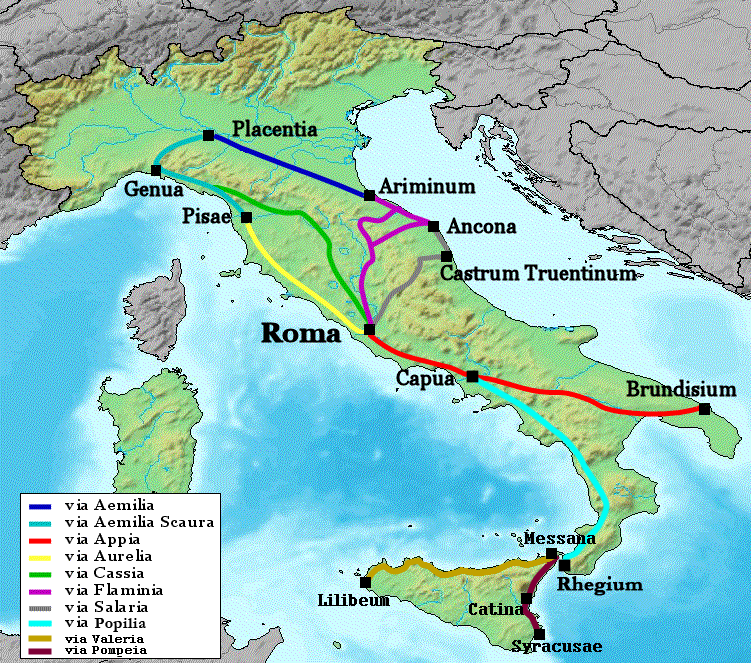
Drogi rzymskie w Italii

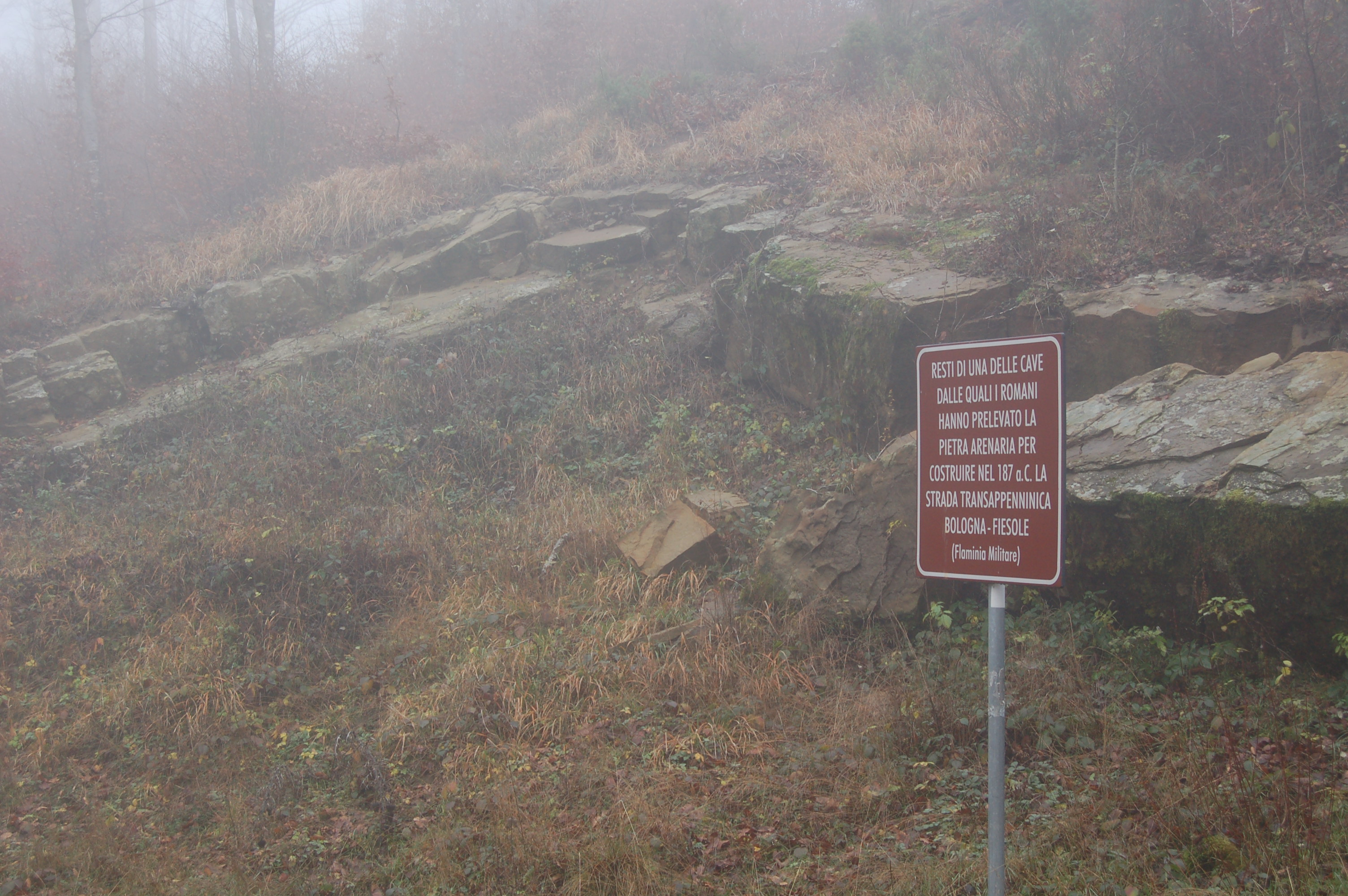
Antyczna kamienna Via Flaminia minor, Apeniny Toskańskie.

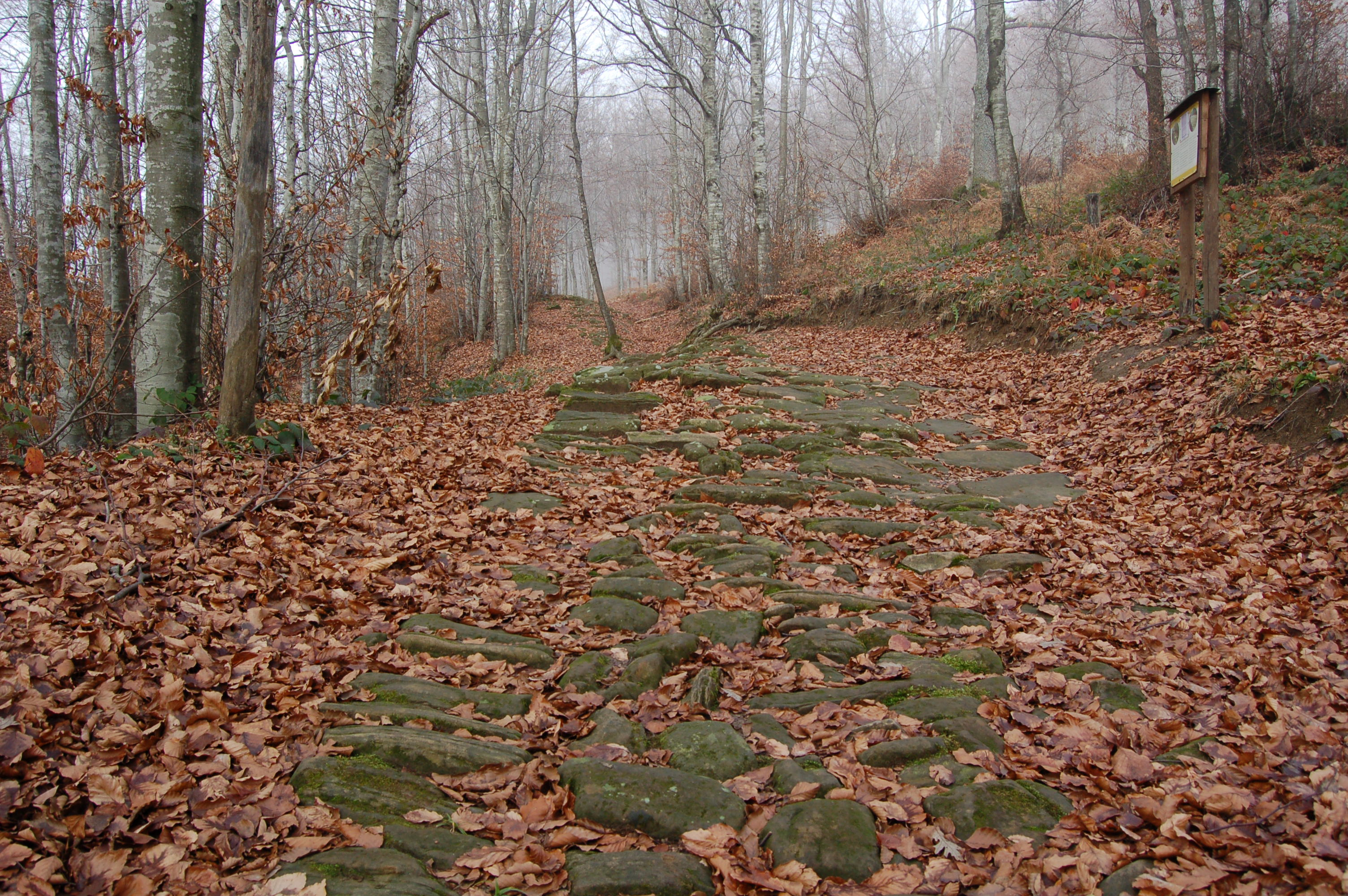
Pozostałości antycznej Via Flaminia minor koło San Benedetto Val di Sambro, Apeniny Toskańskie.

Zbudowana przez konsula Gaiusa Flaminiusa w 187 p.n.e. Nazywana Flaminia minore lub secunda lub altera lub Flaminia militare.